# Resta vile maschio, dove vai?/Ahi Maria
Resta vile maschio, dove vai?/Ahi Maria è un singolo di Rino Gaetano del 1979.
Il brano del lato A, Resta vile maschio, dove vai?, è l'unico brano che non è stato scritto da Rino Gaetano ma da Mogol; in questa canzone viene citato l'Arpège, un modello di imbarcazione prodotto dal cantiere francese Dufour negli anni precedenti con ottimi risultati commerciali. Nel 2011 questa canzone è stata reinterpretata da Patty Pravo nell'omaggio collettivo a Rino Gaetano intitolato Dalla parte di Rino.
Nel 2006 i pugliesi Folkabbestia incidono la canzone di Rino Gaetano Ahi Maria, includendola nel loro album 25-60-38. Breve saggio sulla canzone italiana.

## Tracce
1. Resta vile maschio, dove vai? (testo: Mogol – musica: Rino Gaetano)
2. Ahi Maria (Rino Gaetano)